# Parròquia de Sant Miquel (València)
La Parròquia de Sant Miquel fou una parròquia medieval de la ciutat de València. La parròquia de Sant Miquel rep el seu nom per l'església de Sant Miquel i Sant Sebastià, que actualment es troba sita al barri d'El Botànic, al districte d'Extramurs. La primigènia església de Sant Miquel es trobava a la plaça del Tossal des dels temps de Jaume I fins a l'any 1947, quan fou enderrocada després de restar en runes des de la guerra civil espanyola.
Geogràficament, la parròquia de Sant Miquel es trobava enmarcada entre el carrer de la Corona al nord, el carrer de Quart al sud i el carrer de Dalt a l'est i limita amb les parròquies de Sant Joan al sud, Santa Creu i Sant Bartomeu al nord i Sant Nicolau a l'est. A l'oest es trobava amb la muralla medieval de València i amb l'única entrada d'aquesta a la parròquia: el Portal dels Tints. Dins de la parròquia de Sant Miquel es trobava la moreria de València, la qual ocupava aproximadament la meitat del territori de la parròquia. Sant Miquel, al ser porta d'entrada a la ciutat des de Castella, estava habitada majoritàriament per jornalers dels camps extramurs propers i per artesans.
L'origen de la parròquia es troba als anys posteriors a l'entrada del Rei Jaume I a la ciutat de València, qui establí sobre les antigues mesquites 13 esglésies parroquials que farien de divisió administrativa de la ciutat. Les parròquies es mantingueren en actiu com a divisió administrativa fins a poc després de la promulgació dels Decrets de Nova Planta, al segle xviii. En l'actualitat, el territori de l'antiga parròquia de Sant Miquel forma part del barri del Carme, al districte de Ciutat Vella (la València intramurs).